# Angélique Kidjo
Angélique Kidjo (Ouidah, 14 juli 1960) is een Benins-Frans zangeres en danseres. Haar muziek is naast veel West-Afrikaanse invloeden ook beïnvloed door rockartiesten zoals Jimi Hendrix, Carlos Santana, James Brown en Aretha Franklin.

## Levensloop
Als dochter van een actrice en danseres kwam Angélique Kidjo al vroeg met muziek in aanraking. Haar eerste ervaring deed ze op in de theatershow van haar moeder. Rond 1980 verhuisde zij naar Parijs vanwege de politieke situatie in Benin. Later verhuisde ze naar New York.
Sinds 2002 is Kidjo actief als ambassadeur voor UNICEF.
Kidjo is getrouwd met producer Jean Hebrail. Zij hebben een dochter.
in 2025 werd bekend dat Kidjo een ster op de Walk of Fame krijgt in Hollywood. Ze is de eerste zwarte Afrikaanse (2de Afrikaanse, Charlize Theron ging haar voor) die deze eer in ontvangst mag nemen.

## Werk
Haar eerste album Pretty werd alleen lokaal in Afrika uitgebracht. Met haar tweede album, geproduceerd door de Nederlandse jazzmuzikant Jasper van 't Hof, brak zij internationaal door. Op haar album Oremi staat onder andere een bewerking van Voodoo Child (Slight Return) (1970) van Jimi Hendrix.
Haar album Djin Djin uit 2007, bevat bijdragen van onder andere Carlos Santana, Alicia Keys, Joss Stone, Peter Gabriel, Ziggy Marley en Branford Marsalis. In 2018 coverde zij het album Remain in Light (1980) van de Talking Heads.
Werk van Angélique Kidjo is te horen in meer dan tien films waaronder Street Fighter, De Leeuwenkoning II: Simba's trots en Blood Diamond.

## Discografie
- Pretty (1981,[2] alleen in Afrika uitgebracht)
- Parakou (1990)
- Logozo (1991)
- Ayé (1994)
- Fifa (1996)
- Oremi (1998)
- Keep On Moving: The Best Of Angelique Kidjo (2001)
- Black Ivory Soul (2002)
- Oyaya! (2004)
- Djin Djin (2007)
- Õÿö (2010)
- Remain In Light (2018) (cover gelijknamig album van de Talking Heads, 1980)
- Celia (2019)
- Queen of Sheba (2022) (met Ibrahim Maalouf)